# Coupe de Tunisie de football 1930-1931
Navigation
Coupe de Tunisie 1929-1930 Coupe de Tunisie 1931-1932
La Coupe de Tunisie de football 1930-1931 est la 7e édition de la coupe de Tunisie, une compétition à élimination directe mettant aux prises l’ensemble des clubs évoluant en Tunisie et engagés dans cette épreuve. 
Organisée par la Ligue de Tunisie de football (LTFA), son tirage au sort est orienté par région jusqu'au troisième tour. Cependant, cette compétition est mal préparée, ce qui aboutit à la qualification de trois clubs en finale.

## Résultats

### Premier tour éliminatoire
Ce tour est disputé le 1er octobre 1930.
- Jeunesse de Hammam Lif - Union goulettoise : 4 - 3
- Club sportif des cheminots - Effort sportif :  5 - 0
- Italia de Tunis - Club africain : 3 - 1
- Racing Club de Tunis - Lutins de Tunis : 5 - 3
- Sporting Club de Tunis - Cercle athlétique de La Goulette[1] : 10 - 1
- Avant-garde de Tunis - Stade gaulois : 1 - 1 puis 3 - 1
- Club athlétique de La Marsa - Football Club sioniste : 1 - 0
- Red Star de Sousse - Étoile sportive du Sahel : 2 - 0
- Kram olympique-Football Club du Kram (réunis) - Espérance sportive : 2 - 1
- Union sportive béjoise - L'Occidentale : 6 - 0
- Stade kairouanais - Maccabi de Sousse : 1 - 0
- Sfax railway sport - Jeunesse sportive sfaxienne : 2 - 0
- Sfax olympique - Club sportif gabésien : Victoire du premier club

### Deuxième tour
Les matchs sont disputés le 9 novembre 1930.
| Équipe 1                                              | Équipe 2                    | Score 90'                               |
| Union sportive tunisienne                             | -                           | Qualifié d'office en tant que détenteur |
| Sporting Club ferryvillois                            | Football Club bizertin      | 1 - 0                                   |
| Club sportif des cheminots                            | Sporting Club de Tunis      | 2 - 0                                   |
| Red Star de Sousse                                    | -                           | Qualifié d'office                       |
| Sfax railway sport                                    | Sfax olympique              | 6 - 1                                   |
| Métlaoui Sport-Jeunesse sportive de Métlaoui (réunis) | -                           | Qualifié d'office                       |
| Kram olympique-Football Club du Kram (réunis)         | Club athlétique de La Marsa | 2 - 0                                   |
| Avant-garde de Tunis                                  | Italia de Tunis             | 3 - 1                                   |
| Union sportive Patriote-Cheminots (Sousse)            | Stade kairouanais           | 2 - 0                                   |
| Audace de Bizerte                                     | Club athlétique bizertin    | 2 - 1                                   |
| Racing Club de Tunis                                  | Jeunesse de Hammam Lif      | 3 - 0                                   |
| Union sportive béjoise                                | -                           | Exempt du tour                          |

### Troisième tour
Les matchs sont joués le 7 décembre 1930.
| Équipe 1                                              | Équipe 2                                      | Score 90' |
| Racing Club de Tunis                                  | Kram olympique-Football Club du Kram (réunis) | 2 - 0     |
| Union sportive tunisienne                             | Club sportif des cheminots                    | 4 - 0     |
| Red Star de Sousse                                    | Union sportive Patriote-Cheminots (Sousse)    | 2 - 1     |
| Union sportive béjoise                                | Avant-garde de Tunis                          | 2 - 1     |
| Sporting Club ferryvillois                            | Audace de Bizerte                             | 5 - 0     |
| Métlaoui Sport-Jeunesse sportive de Métlaoui (réunis) | Sfax railway sport                            | 2 - 1     |

### Quatrième tour
| Équipe 1                                              | Équipe 2                   | Score 90'        |
| Union sportive tunisienne                             | Racing Club de Tunis       | 1 - 0            |
| Union sportive béjoise                                | Stade gaulois              | 1 - 1 puis 3 - 1 |
| Métlaoui Sport-Jeunesse sportive de Métlaoui (réunis) | Sporting Club ferryvillois | 3 - 1            |

### Finale
Disputée entre trois clubs, la finale est organisée sous la forme d'un tournoi à trois.
| Équipe 1                                              | Équipe 2                                              | Score 90'            |
| Métlaoui Sport-Jeunesse sportive de Métlaoui (réunis) | Union sportive béjoise                                | 2 - 0                |
| Union sportive tunisienne                             | Métlaoui Sport-Jeunesse sportive de Métlaoui (réunis) | 3 - 1                |
| Union sportive tunisienne                             | Union sportive béjoise                                | 1 - 0 (match arrêté) |

## Source
- Journal Tous les sports, années 1930 et 1931